# Parnes nycteis
Parnes nycteis är en fjärilsart som beskrevs av John Obadiah Westwood 1851. Parnes nycteis ingår i släktet Parnes och familjen Riodinidae. Inga underarter finns listade i Catalogue of Life.